# Zone industrialo-portuaire de Kribi
La zone industrialo-portuaire de Kribi est un territoire de la ville de Kribi où sont implantées plusieurs industries et sociétés de gestion de ports, d'énergie, d’agroalimentaire, de commerce, de distribution, de transports, d'hébergement et de restauration. Elle est située dans l'arrondissement de Kribi Ier dans la région du Sud au Cameroun.

## Description
La zone est en projet et s'étend sur 3 000 hectares (ha) sur l'arrondissement de Kribi Ier du département de l'Océan dans la région du Sud au Cameroun.

## Gestion
| \| 500 km1:18 610 000 \| Yaoundé (114 ha) Bassa(150 ha) Ngaoundéré (115 ha) Djamboutou (90 ha) Bamenda (44 ha) Ombé (17 ha) Koumé (105 ha) Mandjou (120 ha) Bonabéri (192 ha) Bafoussam (28 ha) Kribi (3000 ha) Yassa (400 ha) Dibombari (300 ha) Nomayos (201 ha) Meyomessala (100 ha) |
| 500 km1:18 610 000 |

| 500 km1:18 610 000 |

| Zones industrielles existantes |
| Zones industrielles en projet  |
| (192 ha) Taille (en hectares)  |

La gestion de la zone industrialo-portuaire de Kribi est assurée par la Mission de développement et d’aménagement des zones industrielles (Magzi) sous-tutelle du Ministère des Mines, de l’Industrie et du Développement Technologique.

## Transports
Elle est une zone transit en matière de logistique et transport. Elle dessert les voies terrestres et maritimes.